# Zhejiang Chouzhou Commercial Bank
Zhejiang Chouzhou Commercial Bank Co., Ltd., «Коммерческий банк Чжэцзян Чоучжоу» (кит. упр. 浙江稠州商业银行股份有限公司, пиньинь Zhèjiāng Chóuzhōu shāngyè yínháng gǔfèn yǒuxiàn gōngsī, палл. Чжэцзян Чоучжоу шанъе иньхан гуфэнь юсянь гунсы) — коммерческий банк со штаб-квартирой в городе Иу (провинция Чжэцзян, КНР). Чоучжоу (кит. 稠州, пиньинь Chóuzhōu) — историческое название, которое носил город Иу во времена правления династии Тан. В 2009 году он начал спонсировать команду баскетбольного клуба Zhejiang Chouzhou Jinniu.
В 2018 году он был включен в список 1000 крупнейших банков мира по версии журнала The Banker. Банк предоставляет финансирование малым и средним предприятиям в экономической зоне дельты реки Янцзы в Китае и осуществляет внешнеторговые расчёты, преимущественно связанные с предприятиями в дельте реки Янцзы.

## История
Предшественником Коммерческого банка Чжэцзян Чоучжоу был городской кредитный кооператив Иу Чоучжоу, основанный в июне 1987 года. В августе 2006 года он был реструктурирован и получил нынешнее название и структуру с уставным капиталом в 1057,72 миллиона юаней. В настоящее время Коммерческий банк Чжэцзян Чоучжоу имеет филиалы в городах Цзиньхуа, Ханчжоу, Нинбо, Вэньчжоу, Лишуй, Хучжоу, Тайчжоу, Чжоушань, Цючжоу, Шаосине, Цзясин, Шанхае, Нанкине, Фучжоу и в провинциях Цзянсу и Фуцзянь и др. В конце 2016 года общие активы Коммерческого банка Чжэцзян Чоучжоу составляли почти 160 млрд юаней.

## Собственники
По состоянию на 01 января 2023 года доля участия в акциях банка была следующей:
- Zhejiang Dongyu Logistics Co., Ltd. (7,06 %);
- Shanshan Group Co.,Ltd. (7,06 %);
- Hangzhou Zunxi Investment Management Co., Ltd. (4,94 %);
- Yiwu Haotai Crafts Co., Ltd. (4,94 %);
- Jiangyin Huaxi Village Capital Co., Ltd. (4,82 %).